# AmstedMaxion
AmstedMaxion ist der größte Hersteller von Güterwaggons in Südamerika mit einem Marktanteil von etwa 70 %. Das Unternehmen besitzt Werke in Hortolândia und Cruzeiro.
AmstedMaxion wurde im Jahr 2000 als Gemeinschaftsunternehmen zwischen Amsted Industries und Iochpe-Maxion gegründet. Es geht auf die 1943 gegründete Fabrica Nacional de Vagões zurück. Seit 2011 werden auch Doppelstock-Containertragwagen hergestellt. 2015 erwarb Greenbrier eine Beteiligung von 19,5 % am Werk Hortolândia.